# COROT-8b

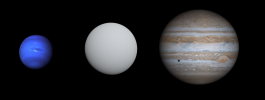
Comparação de COROT-8b a Júpiter e a Neptuno.

CoRoT-8b é um planeta extrassolar que orbita a estrela COROT-8 de tipo K da sequência principal. Foi descoberto em 14 de junho de 2010 pela missão espacial CoRoT.